# Defensor Moura

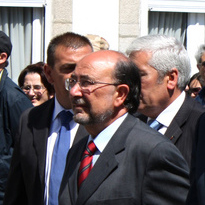
Defensor Moura in Viana do Castelo

Defensor Oliveira Moura (* 2. September 1945 in Viana do Castelo) ist ein portugiesischer Arzt und Politiker des Partido Socialista (PS).
Moura studierte Medizin und Chirurgie und legte später die Facharztprüfung für Innere Medizin ab. Er war Präsident der Câmara Municipal seines Heimatkreises Viana do Castelo. Von November 1985 bis August 1987 und wieder ab Oktober 2009 war bzw. ist er Abgeordneter des Wahlkreises Viana do Castelo in der Assembleia da República.
Bei der Präsidentschaftswahl am 23. Januar 2011 tritt er als unabhängiger Kandidat an.